# Татра T3RF
Татра T3RF е модел четириосни трамваи за еднопосочно движение, произвеждани в периода от 1997 до 1999 г. от ČKD в Прага, Чехия. Това е класически трамвай Татра T3 с нов дизайн, модифициран интериор и нова електрическа част.

## Конструкция
Трамвай Татра T3RF е четириосен с една кабина и една секция. Има три врати. Мотрисата разполага с четири тягови двигателя. Водещи са първата и втората талига. Ширината на талигите е 1435 или 1524 mm. Трамвай има транзисторно управление тип TV14.
Трамваите са оборудвани с пластмасови, тапицирани седалки. Вентилацията на пътническия салон е естествена с помощта на вентилационни отвори в покрива на мотрисите и прозорците, които се отварят. Подът на мотрисите е изработен от водоустойчив шперплат, върху който е залепено каучуково покритие. Кабината на ватмана е с остъкление и плъзгаща се врата.

## Технически параметри
- Дължина (без съединител): 14 m
- Широчина: 2,5 m
- Височина: 3,060 m
- Междурелсие: 1435 mm
- Тегло на празна мотриса: 17,3 t
- Максимален брой пътници: 108
  - седящи: 22
  - правостоящи: 86
- Максимална мощност: 4 х 48,6 kW
- Напрежение: 600 V DC
- Максимална скорост: 60 km/h

## Разпространение

### Чехия
| Град  | Тип  | Година на доставяне | Брой мотриси | Инвентарни номера | Междурелсие |       |
| ----- | ---- | ------------------- | ------------ | ----------------- | ----------- | ----- |
| Бърно | T3RF | 2002                | 2            | 1669, 1670        | 1435 мм     | [ 2 ] |

### Русия
| Град   | Тип  | Година на доставяне | Брой мотриси | Инвентарни номера | Междурелсие |  |
| ------ | ---- | ------------------- | ------------ | ----------------- | ----------- |  |
| Ижевск | T3RF | 1997                | 35           | 1000 – 1003       | 1524 мм     |  |
| Самара | T3RF | 1999                | 48           | 1205, 1206        | 1524 мм     |  |

Забележка: Това е резюме на нови мотриси, доставени директно от производителя.